# Бос (Баварія)
Бос (нім. Boos) — громада в Німеччині, знаходиться в землі Баварія. Підпорядковується адміністративному округу Швабія. Входить до складу району Унтеральгой. Центр об'єднання громад Бос.
Площа — 17,67 км2. Населення становить 2070 ос. (станом на 31 грудня 2020).